# Lijst van voetbalinterlands Bulgarije - Turkije (vrouwen)
Deze lijst van voetbalinterlands is een overzicht van alle officiële voetbalinterlands tussen de nationale vrouwenteams van Bulgarije en Turkije. De landen hebben tot nu toe acht keer tegen elkaar gespeeld.

## Wedstrijden
| № | Plaats   | Datum            | Competitie           | Wedstrijd            | Uitslag |
| - | -------- | ---------------- | -------------------- | -------------------- | ------- |
| 1 | Istanbul | 21 oktober 1995  | EK 1997 kwalificatie | Turkije − Bulgarije  | 0 − 4   |
| 2 | onbekend | 16 juni 1996     | EK 1997 kwalificatie | Bulgarije − Oekraïne | 3 − 0   |
| 3 | Sofia    | 23 november 1997 | WK 1999 kwalificatie | Bulgarije − Turkije  | 1 − 2   |
| 4 | Tekirdağ | 20 juni 1998     | WK 1999 kwalificatie | Turkije − Bulgarije  | 1 − 1   |
| 5 | İzmir    | 4 november 2007  | Vriendschappelijk    | Turkije − Bulgarije  | 2 − 2   |
| 6 | Istanbul | 14 juni 2021     | Vriendschappelijk    | Turkije − Bulgarije  | 3 − 1   |
| 7 | Istanbul | 21 oktober 2021  | WK 2023 kwalificatie | Turkije − Bulgarije  | 1 − 0   |
| 8 | Plovdiv  | 7 april 2022     | WK 2023 kwalificatie | Bulgarije − Turkije  | 0 − 2   |

## Samenvatting
| Competitie        | Totaal gespeeld | Winst Bulgarije | Gelijk | Winst Turkije | Doelsaldo Bulgarije – Turkije |
| ----------------- | --------------- | --------------- | ------ | ------------- | ----------------------------- |
| WK-kwalificatie   | 4               | 0               | 1      | 3             | 2 − 6                         |
| EK-kwalificatie   | 2               | 2               | 0      | 0             | 7 − 0                         |
| Vriendschappelijk | 2               | 0               | 1      | 1             | 3 − 5                         |
| Totaal            | 8               | 2               | 2      | 4             | 12 − 11                       |